# صحراسفيد (مقاطعة فيروزآباد)
صحراسفيد (بالفارسية: صحراسفید) هي قرية تقع في قسم برزيتون الريفي في إيران. يقدر عدد سكانها بـ 283 نسمة بحسب إحصاء 2016.